# Anthology 2
Anthology 2 je kompilacijski album angleške rock skupine The Beatles, izdan 18. marca 1996, pri založbi Apple Records. Album je izšel kot drugi del trilogije Anthology (Antologija), ki poleg tega albuma vsebuje še Anthology 1 in Anthology 3. Istočasno je bila na britanski televiziji predvajana dokumentarna serija The Beatles Anthology. Anthology 2 je dosegel vrh lestvice Billboard 200.
Anthology 2 vsebuje predvsem redke posnetke, osnutke posnetkov in posnetke, ki so jih Beatli zavrgli. Večino skladb je bilo posnetih med snemanjem albuma Help! in pred potovanjem Beatlov v Indijo, februarja 1968. Album se začne s skladbo »Real Love«, ki je tako kot »Free as a Bird« bazirala na demo posnetku, ki ga je naredil John Lennon leta 1979. Yoko Ono je posnetek izročila Paulu McCartneyu, preostali trije Beatli so posnetku dodali kitare, bas, bobne, tolkala in spremljevalne vokale, vendar niso spreminjali glasbe ali besedila. »Real Love« je Lennonova avtorska skladba in je edina skladba Beatlesov, ki jo je napisal samo Lennon.

## Seznam skladb
Vse skladbe sta napisala John Lennon in Paul McCartney, razen kjer je posebej označeno.
| Stran 1 | Stran 1                                            | Stran 1 |
| Št.     | Naslov                                             | Dolžina |
| ------- | -------------------------------------------------- | ------- |
| 1.      | „Real Love‟ (Lennon)                               | 3:54    |
| 2.      | „Yes It Is (2. in 14.)‟                            | 1:50    |
| 3.      | „I'm Down (1.)‟                                    | 2:53    |
| 4.      | „You've Got to Hide Your Love Away (1., 2. in 5.)‟ | 2:45    |
| 5.      | „If You've Got Trouble (1.)‟                       | 2:48    |
| 6.      | „That Means a Lot (1.)‟                            | 2:27    |
| 7.      | „Yesterday (1.)‟                                   | 2:34    |
| 8.      | „It's Only Love (2. in 3.)‟                        | 1:59    |

| Stran 2 | Stran 2                                                    | Stran 2 |
| Št.     | Naslov                                                     | Dolžina |
| ------- | ---------------------------------------------------------- | ------- |
| 1.      | „I Feel Fine‟                                              | 2:16    |
| 2.      | „Ticket to Ride‟                                           | 2:45    |
| 3.      | „Yesterday‟                                                | 2:43    |
| 4.      | „Help!‟                                                    | 2:55    |
| 5.      | „Everybody's Trying to Be My Baby‟ (Carl Perkins)          | 2:45    |
| 6.      | „Norwegian Wood (This Bird Has Flown) (1.)‟                | 1:59    |
| 7.      | „I'm Looking Through You (1.)‟                             | 2:54    |
| 8.      | „12-Bar Original (2.)‟ (Lennon–McCartney–Harrison–Starkey) | 2:55    |

| Stran 3 | Stran 3                             | Stran 3 |
| Št.     | Naslov                              | Dolžina |
| ------- | ----------------------------------- | ------- |
| 1.      | „Tomorrow Never Knows (1.)‟         | 3:14    |
| 2.      | „Got to Get You into My Life (5.)‟  | 2:54    |
| 3.      | „And Your Bird Can Sing (2.)‟       | 2:13    |
| 4.      | „Taxman (11.)‟ (Harrison)           | 2:32    |
| 5.      | „Eleanor Rigby (14.)‟               | 2:06    |
| 6.      | „I'm Only Sleeping‟                 | 0:41    |
| 7.      | „I'm Only Sleeping (1.)‟            | 2:59    |
| 8.      | „Rock and Roll Music‟ (Chuck Berry) | 1:39    |
| 9.      | „She's a Woman‟                     | 2:55    |

| Stran 4 | Stran 4                                       | Stran 4 |
| Št.     | Naslov                                        | Dolžina |
| ------- | --------------------------------------------- | ------- |
| 1.      | „Strawberry Fields Forever (demo)‟            | 1:42    |
| 2.      | „Strawberry Fields Forever (1.)‟              | 2:35    |
| 3.      | „Strawberry Fields Forever (7.)‟              | 4:14    |
| 4.      | „Penny Lane (9.)‟                             | 3:13    |
| 5.      | „A Day in the Life (1., 2., 6., in orkester)‟ | 5:05    |
| 6.      | „Good Morning Good Morning (8.)‟              | 2:40    |
| 7.      | „Only a Northern Song (3. in 12.)‟ (Harrison) | 2:44    |

| Stran 5 | Stran 5                                                | Stran 5 |
| Št.     | Naslov                                                 | Dolžina |
| ------- | ------------------------------------------------------ | ------- |
| 1.      | „Being for the Benefit of Mr. Kite! (1. in 2.)‟        | 1:05    |
| 2.      | „Being for the Benefit of Mr. Kite! (7.)‟              | 2:34    |
| 3.      | „Lucy in the Sky with Diamonds (6., 7. in 8.)‟         | 3:06    |
| 4.      | „Within You Without You‟ (Harrison)                    | 5:27    |
| 5.      | „Sgt. Pepper's Lonely Hearts Club Band (Reprise) (5.)‟ | 1:27    |
| 6.      | „You Know My Name (Look Up the Number)‟                | 5:43    |

| Stran 6 | Stran 6                         | Stran 6 |
| Št.     | Naslov                          | Dolžina |
| ------- | ------------------------------- | ------- |
| 1.      | „I Am the Walrus (16.)‟         | 4:02    |
| 2.      | „The Fool on the Hill‟          | 2:48    |
| 3.      | „Your Mother Should Know (27.)‟ | 3:02    |
| 4.      | „The Fool on the Hill‟          | 3:45    |
| 5.      | „Hello, Goodbye (16.)‟          | 3:18    |
| 6.      | „Lady Madonna (3. in 4.)‟       | 2:22    |
| 7.      | „Across the Universe (2.)‟      | 3:29    |